# Mark Gertler
Pour les articles homonymes, voir Gertler.
 (juillet 2022).
Mark Gertler, né Marks Gertler le 9 décembre 1891 à Spitalfields (Londres) et mort le 23 juin 1939 à Londres est un peintre britannique de scènes de personnages, de portraits et de natures mortes.
Son enfance et sa relation avec Dora Carrington inspirent le roman Mendel de Gilbert Cannan (en). Mark Gertler sert aussi de modèle pour les personnages de Loerke dans Women in Love de DH Lawrence, et du jeune peintre Gombauld dans Crome Yellow, le premier roman d'Aldous Huxley.

## Jeunesse et formation

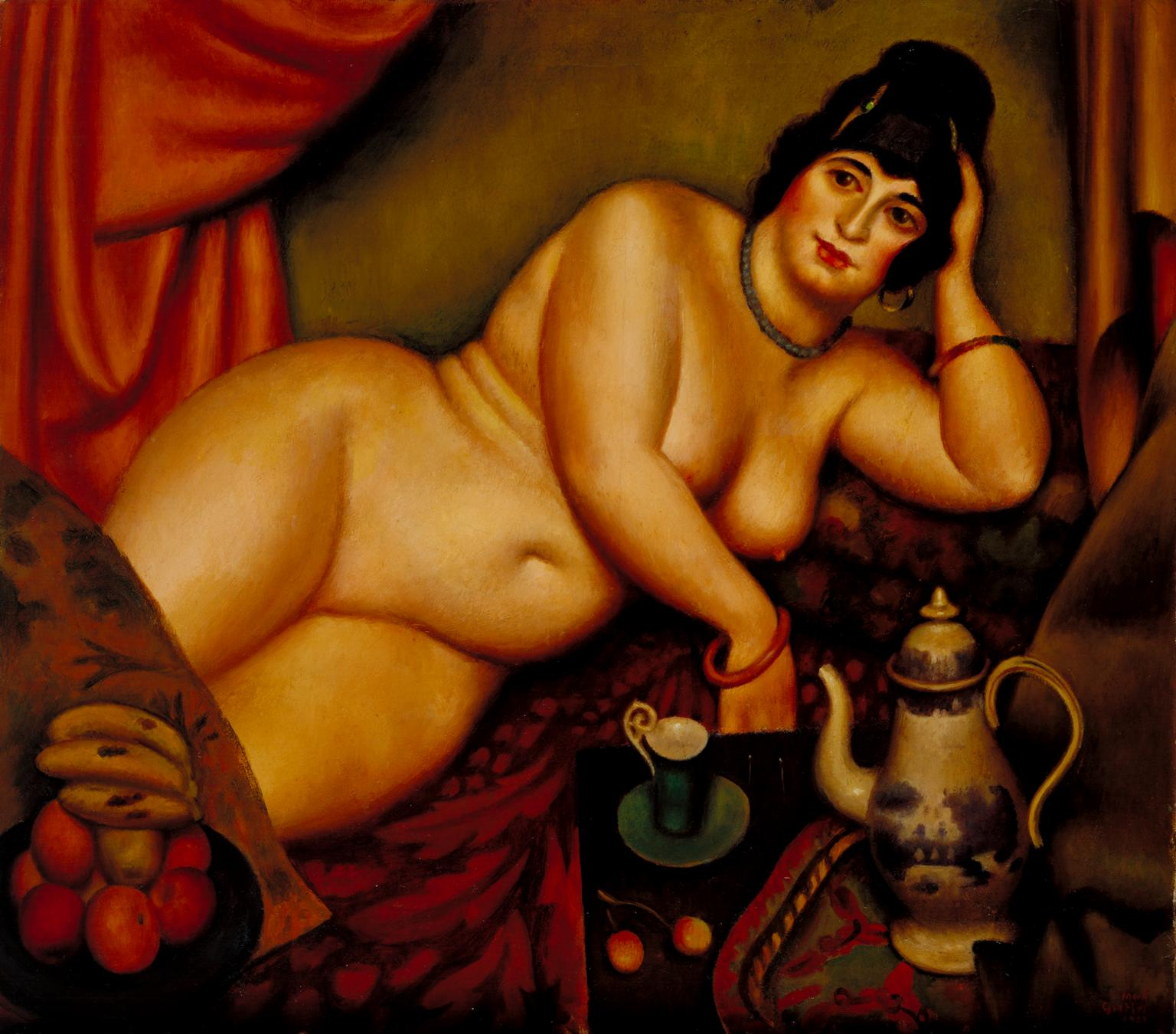
La Reine de Saba, 1922

Marks Gertler est le plus jeune enfant d'immigrants juifs polonais, Louis Gertler et Kate "Golda" Berenbaum. Il a quatre frères et sœurs plus âgés : Deborah (née en 1881), Harry (né en 1882), Sophie (née en 1883) et Jacob "Jack" (né en 1886).
En 1892, la famille s'installe à Przemyśl, la ville natale de sa mère en Pologne autrichienne, où les parents ouvrent une auberge. Bien que Louis Gertler soit très apprécié de ses clients, principalement des soldats autrichiens, l'auberge est un échec. Une nuit de 1893, sans prévenir personne, Louis part subitement pour l'Amérique pour y chercher du travail. Il fait plus tard parvenir un message à Golda lui demandant de l’y rejoindre avec les enfants une fois son installation réussie. Cependant, ce projet échoue également.
Au lieu de cela, Louis regagne la Grande-Bretagne où sa famille le retrouve à Londres en 1896, et où le prénom de Marks est anglicisé en Mark.
Dès son plus jeune âge, Gertler montre des signes d'un grand talent pour le dessin. À la fin de sa scolarité en 1906, il s'inscrit à des cours d'art à Regent Street Polytechnic. Malheureusement, en raison de la pauvreté de sa famille, il est contraint d'abandonner au bout d'un an et, en décembre 1907, commence à travailler comme apprenti chez Clayton &amp; Bell, une entreprise de vitraux.  Il n'aimait pas son travail là-bas et en parlait rarement les années suivantes.  Pendant qu'il était là, il a suivi des cours du soir à la Polytechnic. En 1908, Il se classe troisième dans un concours national d'art ; cela l'incite à postuler pour une bourse de la Jewish Education Aid Society (JEAS) [upper-alpha 1] pour reprendre ses études artistiques. La demande est acceptée. Sur les conseils de l'éminent artiste juif William Rothenstein, il s'inscrit en 1908 à la Slade School of Art de Londres. Au cours des quatre années passées dans cette école Gertler a notamment pour condisciples Paul Nash, Edward Wadsworth, CRW Nevinson, Stanley Spencer, Isaac Rosenberg et Morris Goldstein.
Lors de ses études à la Slade, Gertler fait aussi la rencontre de la peintre Dora Carrington, qu'il courtisera ensuite sans relâche pendant de nombreuses années. Cet amour obsessionnel est détaillé dans sa correspondance publiée et dans le livre de Sarah MacDougall Mark Gertler. Il est également mis en scène dans le long métrage Carrington (1995). Cependant, son amour pour Dora n'est pas partagé : celle-ci passera la majeure partie de sa vie en couple avec l'auteur homosexuel Lytton Strachey dont elle était profondément amoureuse. La relation non conventionnelle de Dora Carrington avec Strachey, dont Gertler était extrêmement jaloux, et son mariage avec Ralph Partridge, finissent par détruire sa relation tout aussi complexe avec Gertler. Désemparé par le mariage de Dora, il tente d'acheter un revolver et menace de se suicider.

## Carrière

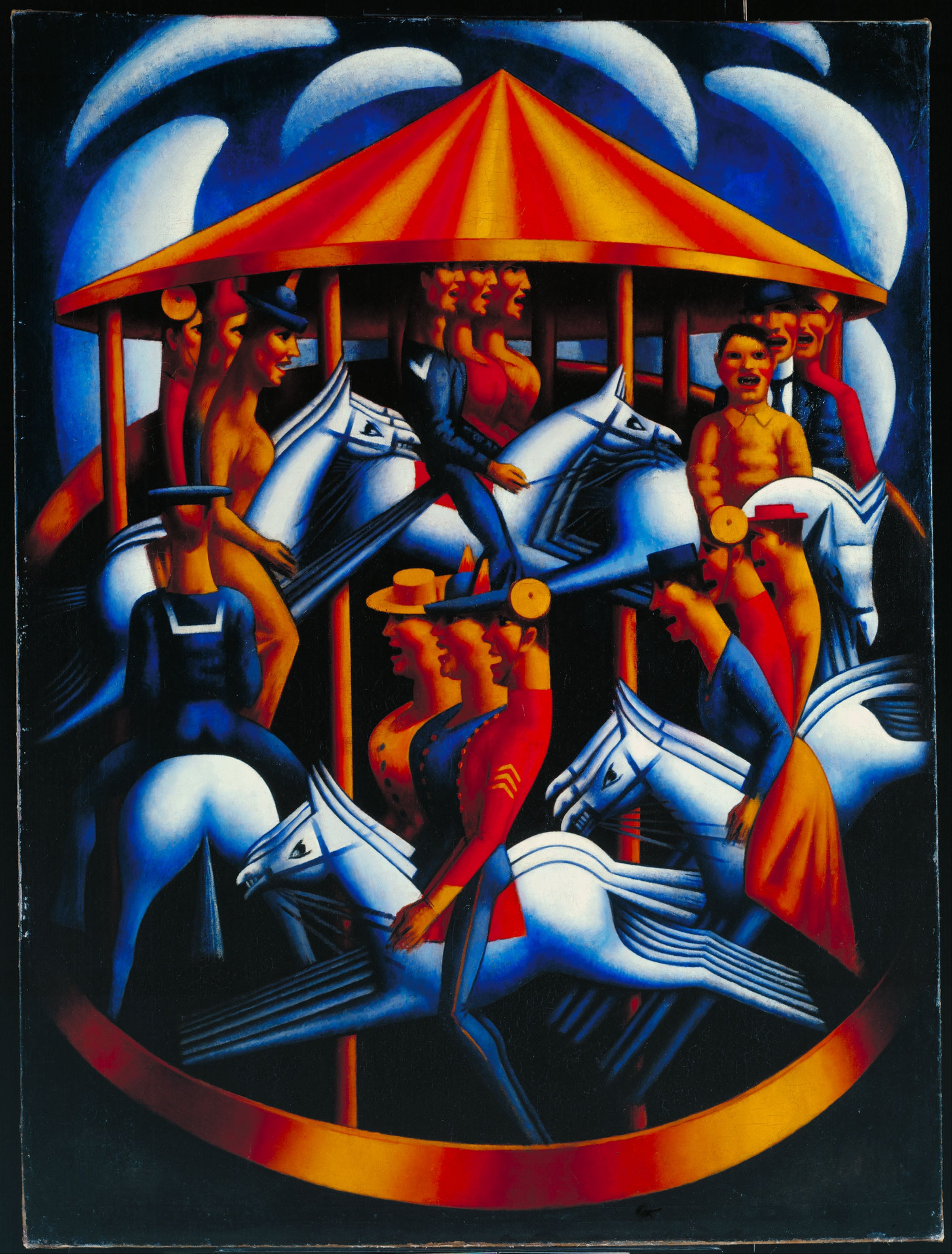
Le Manège (Merry-go-Round), 1916

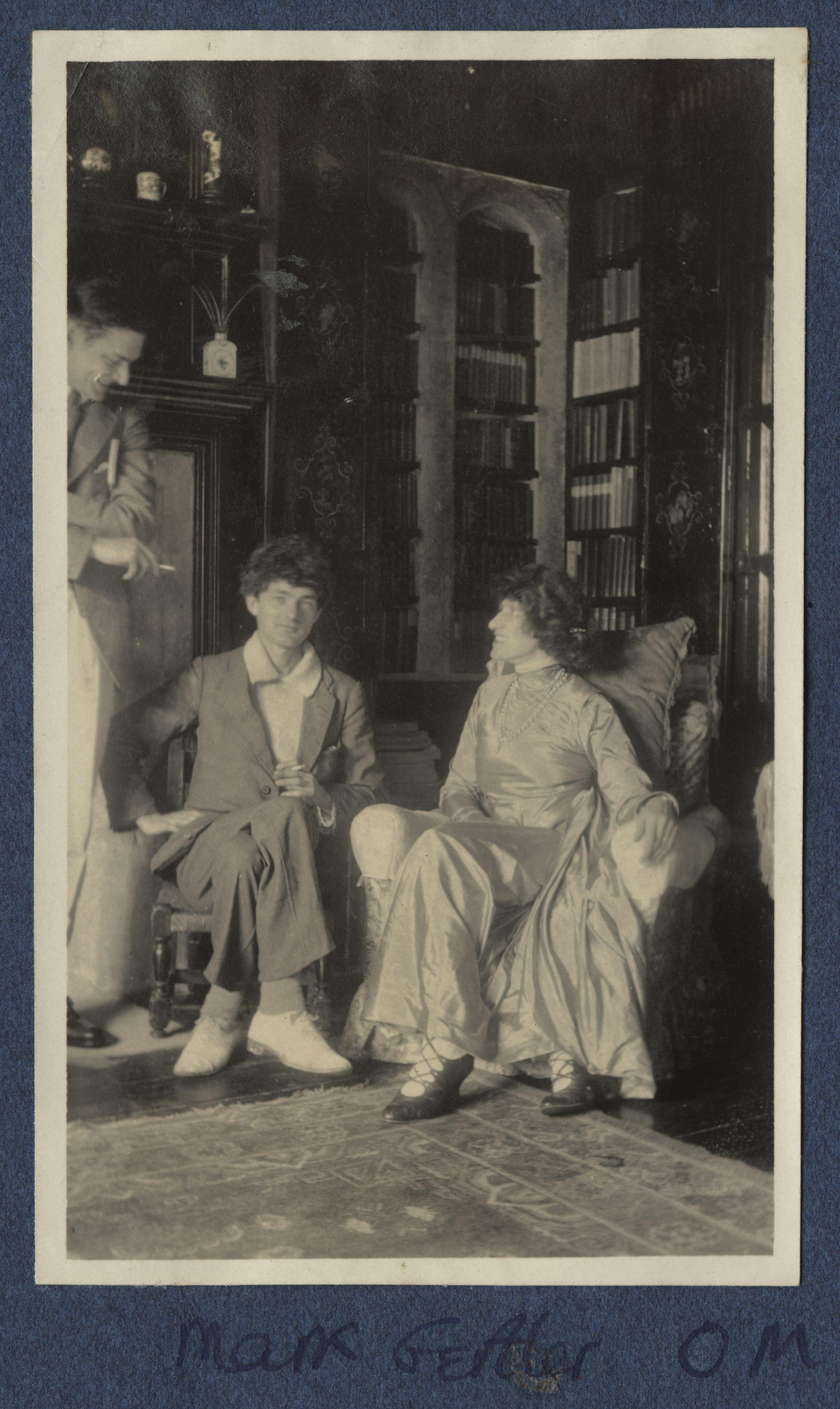
Mark Gertler avec TS Eliot (debout à gauche) et sa bienfaitrice, Lady Ottoline Morrell

Au début de sa carrière, Gertler a pour mécène Lady Ottoline Morrell qui l'introduit dans le groupe de Bloomsbury et le présente notamment  à Walter Sickert, le chef de file du Camden Town Group. Gertler a rapidement connu le succès en tant que peintre de portraits de société, mais ses manières capricieuses et son obstination à faire avancer son travail selon sa vision personnelle le conduisent à une frustration croissante et à l'éloignement des modèles et acheteurs potentiels. En conséquence, il aura souvent lutter contre la pauvreté.
En 1914, le collectionneur d'art et polymathe Edward Marsh devint le mécène de Gertler. La relation entre les deux hommes s'est avérée difficile, car Gertler a estimé que le système de clientélisme et le cercle dans lequel il évoluait étaient en conflit direct avec son sens de soi. En 1916, alors que la Première Guerre mondiale s'éternisait, Gertler mit fin à la relation en raison de son pacifisme et de son objection de conscience (Marsh était secrétaire de Winston Churchill et mécène de certains des poètes de guerre ). Le tableau majeur de Gertler, Merry-Go-Round, a été créé au milieu des années de guerre et a été décrit par DH Lawrence comme "le meilleur tableau moderne que j'ai vu". 

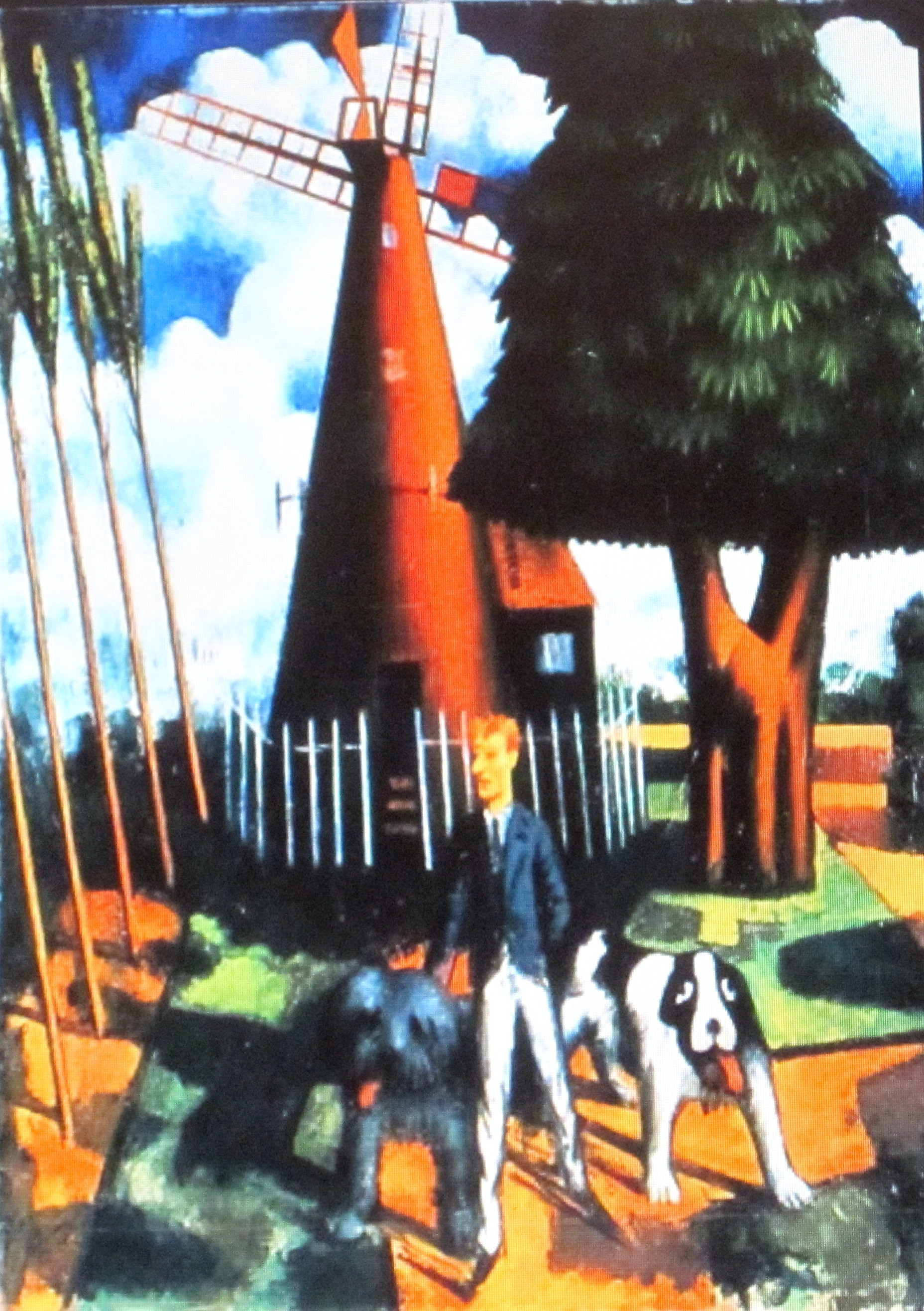
Gilbert Cannan à son Moulin, 1916

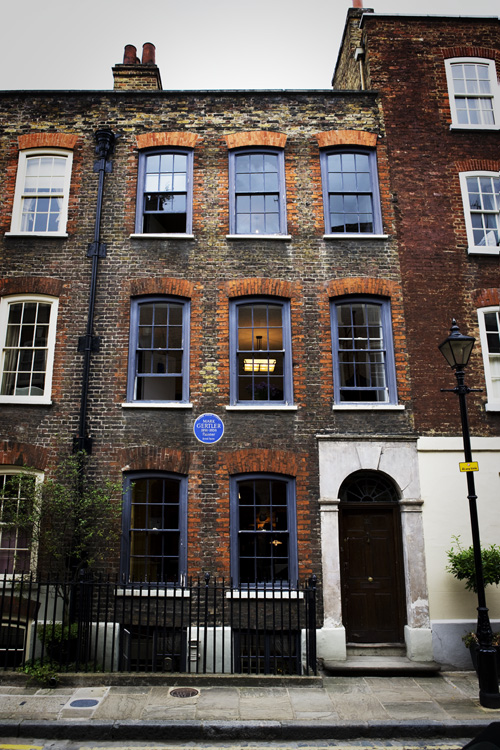
Ancienne maison de Gertler au 32 Elder Street, Spitalfields, marquée d'une plaque bleue en 1975 par le Greater London Council

En 1913, Gertler rencontre l'auteur et poète Gilbert Cannan, qui le décrira plus tard comme « un petit homme passionné aux yeux verts ». Plus tard Cannan invite Mark à séjourner avec lui et sa femme Mary dans leur maison de meunier à Cholesbury et les deux hommes sont devenus bons amis. Gertler y vécut de temps en temps entre 1915 et 1916 et peignit Gilbert Cannan à son moulin (maintenant exposé au musée Ashmolean d'Oxford ). La photo représente Cannan à l'extérieur du moulin avec ses deux chiens. Le noir et blanc, Luath, avait été l'inspiration pour le chien Nana dans la mise en scène de Peter Pan de JM Barrie. C'est Cannan qui était chargé de présenter Lady Ottoline Morrell aux peintures de Gertler et de l'encourager à soutenir son travail. Cannan a étroitement basé le jeune personnage juif de son roman Mendel de 1916 sur les débuts de Gertler, y compris son engouement et sa liaison avec sa collègue artiste Dora Carrington. Cette relation est restée insatisfaite car Carrington a rejeté ses nombreuses avances et a plutôt déclaré son amour pour Lytton Strachey. L'amitié de Cannan et Gertler déclina après 1916, en grande partie à cause du comportement de plus en plus instable de Cannan.  .
Virginia Woolf a noté ses impressions sur Gertler après qu'il soit venu lui rendre visite ainsi qu'à son mari dans le Sussex en septembre 1918. Quand il prend congé, ils se lamentent :
« Bon Dieu, quel égoïste ! Nous avons parlé de Gertler à Gertler pendant une trentaine d'heures ; c'était comme mettre son œil devant un microscope. Une taupinière qui apparaît avec une merveilleuse clarté ; le monde environnant cesse d'exister. Mais c'est un jeune homme énergique ; bien que limité, capable et respectable dans ces limites ; aussi dur qu'une balle de cricket; & aux bords aussi parfaitement arrondis & rembourrés. Nous avons discuté - eh bien, cela revenait toujours à Gertler. "J'ai un caractère très particulier... Je ne suis pas un artiste comme les autres... Ma photo n'aurait pas ces espaces vides... Je ne le vois pas, car il y a chez moi un sens que les autres n'ont pas... J'ai vu en un instant ce qu'elle n'avait jamais rêvé de voir..." & ainsi de suite. Et si vous vous éloignez un peu, il regarde très jalousement, de son propre point de vue, et vous trompe à nouveau. Il concentre en lui-même une vanité insatiable. La vérité, je soupçonne, est qu'il est très soucieux de la bonne opinion de gens comme nous et aimerait immensément être bien considéré par Duncan [Grant], Vanessa [Bell] et Roger [Fry]. Ses triomphes ont été trop bon marché jusqu'à présent. Cependant, c'est honnêtement franc, et comme je l'ai dit, il a du pouvoir et de l'intelligence, et peindra, on le voit, de bonnes images intéressantes, bien qu'une certaine rupture du cerveau doive avoir lieu avant qu'il puisse être peintre.
Les œuvres ultérieures de Gertler présentent des aspects parfois très durs, influencés par sa mauvaise santé croissante. En 1920, on lui diagnostique la tuberculose , ce qui l'oblige à faire plusieurs séjours en sanatorium au cours des années vingt et trente. Deux de ses proches amis, DH Lawrence et Katherine Mansfield, ont durant cette période déjà succombé à la maladie.
En 1930, Gertler épouse Marjorie Greatorex Hodgkinson,  avec laquelle il a un fils, Luke Gertler, en 1932. Leur mariage est souvent difficile, marqué par la mauvaise santé du couple et Gertler se trouvant freiné dans sa créativité par le même sentiment de contrainte qui avait détruit ses relations avec nombre de ses anciens amis et mécènes.
Dans les années 1930, il devient professeur à temps partiel à la Westminster School of Art afin de compléter ses revenus intermittents de peinture.
Gertler se suicide par le gaz dans son studio de Londres en 1939, après une première tentative en 1936. Il devait fait faire face à cette époque à des difficultés financières croissantes, ainsi qu'à de multiples autres soucis : le départ récent de sa femme, une exposition organisée par lei et critiquée à la galerie Lefèvre. En outre, il était perpétuellement  déprimé par la mort de sa mère et par le suicide de Carrington (tous deux en 1932), et était hanté par la peur face à la guerre mondiale imminente.
Il est enterré au cimetière juif de Willesden.

## Postérité
La nécrologie de Gertler dans le Times décrit sa mort comme « une perte majeure pour l'art britannique. Les opinions sur son travail peuvent varier », concède le journal, « mais on peut dire sans risque de se tromper qu'il pourrait figurer sur une liste réfléchie de la demi-douzaine des peintres de moins de cinquante ans travaillant en Angleterre ». Les peintures de Gertler sont conservées dans de nombreuses collections d'art publiques, en particulier dans les musées de Glasgow . En juin 2015, son tableau de 1912 Le violoniste est vendu aux enchères pour la somme record de 542 500 £ chez Christie's, à Londres.
L'ancien domicile et studio de Gertler dans Elder Street, à Spitalfields, porte une plaque bleue érigée par le Greater London Council en 1975 ; tandis que sur le trottoir devant lui se trouve une cocarde en fonte créée par le sculpteur Keith Bowler en 1995, représentant un détail du Merry-Go-Round de Gertler.